# Morvi
Morvi là một thành phố và khu đô thị của quận Rajkot thuộc bang Gujarat, Ấn Độ.
Nó nằm trên bán đảo Kathiawar. Năm 2011, dân số của thành phố được xác định là 194.947 người. Morbi nằm bên Sông Machhu, cách biển 35 km và cách thị trấn Rajkot 60 km.
Thành phố Morbi và phần lớn di sản xây dựng và quy hoạch thị trấn là do chính quyền của Ngài Lakhdhiraji Waghji, cai trị từ 1922 đến 1948.